# Eric Froehlich
Eric Froehlich (9 februari 1984) is een Amerikaans professioneel pokerspeler. Hij won onder meer het $1.500 Limit Hold'em-toernooi van de World Series of Poker 2005 en het $1.500 Pot Limit Omaha with Rebuys-toernooi van de World Series of Poker 2006. Froehlich won tot en met juli 2015 meer dan $2.275.000,- in pokertoernooien (cashgames niet meegerekend)
Behalve in poker is Froehlich bedreven in het kaartspel Magic: The Gathering. Daarin was hij in 2002 'speler van het jaar', nadat hij in ieder evenement dat seizoen prijzengeld opstreek. Na zijn 21e verjaardag nam hij deel aan de WSOP 2005, zijn eerste editie. Daar werd Froehlich de op dat moment jongste toernooiwinnaar ooit door direct het $1.500 Limit Hold'em-toernooi te winnen (een jaar later verbrak Jeff Madsen dat record).
Froehlich nam op de World Series of Poker 2011 met 127 anderen deel aan een $25.000 Heads Up No-Limit Hold'em Championship (één-tegen-één) en kwam daarin tot de halve finale. Hij versloeg Patrik Antonius, Scott Clements, Steve Zolotow, John Duthie en Nikolay Endakov, maar kon niet op tegen Yevgeniy Timoshenko.

## Wapenfeiten
Behalve zijn WSOP-titels won Froehlich hoge prijzengelden met onder meer zijn:
- achtste plaats in het $2.500 No Limit Hold'em-toernooi van het 2006 Borgata Poker Open ($23.775,-)
- tweede plaats in het $5.000 Heads Up Event van de Mirage Poker Showdown 2007 ($75.872,-)
- zesde plaats in het $2.500 No Limit Hold'em-toernooi van de 2008 Borgata Winter Open ($41.125,-)
- vijfde plaats in het $5.000 No Limit Hold'em-toernooi tijdens de Sixth Annual Five Star World Poker Classic van het WPT World Championship 2008 ($49.485,-)
- vierde plaats in het $5.000 No Limit Hold'em-toernooi van de Bellagio Cup V 2009 ($41.010,-)
- vierde plaats in het $9.700 No Limit Hold'em - Championship Event van de World Poker Tour 2009 World Poker Finals ($232.496,-)
- vijfde plaats in het $5.000 No Limit Hold'em - Main Event van de 2011 Wynn Classic ($51.410,-)
- vierde plaats in het $5.000 No Limit Hold'em-toernooi van de Ninth Annual Five Star World Poker Classic 2011 ($32.880,-)

## WSOP
| Jaar                       | Toernooi                           | Prijs      |
| -------------------------- | ---------------------------------- | ---------- |
| World Series of Poker 2005 | $1.500 Limit Hold'em               | $303.908,- |
| World Series of Poker 2006 | $1.500 Pot Limit Omaha with Rebuys | $299.675,- |